# Лола и Вирджиния
«Лола и Вирджиния» (англ. Lola & Virginia) — испанский трагикокомедийный мультсериал производства Imira Entertainment, выпущенный в 2006 году. В настоящее время сериал транслируется по нескольким каналам в разных странах.

## Сюжет
История о двенадцатилетней девочке по имени Лола, которая живёт в обычном районе, заботится о двух братьях-сорванцах, покупает одежду со скидкой и поддерживает своих друзей в сложных ситуациях, что не всегда легко. Но в жизни Лолы появляется Вирджиния, богатая сверстница, в частности нарываясь иметь с ней соперничество.

## Персонажи

### Главные персонажи
- Лола Фанни: главная героиня сериала. Она бунтарка, мятежная по натуре. Её самый большой недостаток — вспыльчивость, часто выходит из-под контроля, но Лола также очень оптимистичная, никогда не унывает. у неё много друзей. Не выносит несправедливость, всегда носит одежду, купленную на распродаже. Часто ухаживает за своими младшими братьями, Писом  и Моко. Главная цель — найти своё место в жизни, после появления в ней Вирджинии. Её незамужняя мать работает в супермаркете.
- Вирджиния Сан: определённая антагонистка среди двух главных персонажей и не лучшая подруга Лолы. Цель в жизни — всячески унизить Лолу, но та всегда побеждает её. Очень тщеславна. Её внешность привлекательна, гордится своими волосами, кожей, одеждой, своими альбомами и победами, да и собой тоже. В гардеробе Вирджинии куча модной одежды. Её родители богаты благодаря производству туалетной бумаги. Её отношение в школе является мерзким, двуличным. Ходит в среднюю школу в Сан-Лоренцо по рекомендации своего личного психолога.  Она имеет всё: красоту, деньги, интеллект для манипуляций, вентиляторы... хотя у неё далеко не всегда бывают друзья. Иногда дружит с Лолой (вероятно, когда есть и своя выгода), что делает её не полной отрицательной героиней.

### Второстепенные персонажи
- Пис и Моко Фанни - два брата-близнеца, младшие братья Лолы. Часто дурачатся и шалят, мастера розыгрышей. Бьют рекорды по продажам конфет с побочными эффектами от обычной диареи до превращения в канарейку. И при этом они в весьма хороших отношениях с Лолой, заботятся о ней и часто дарят ей подарки, купленные на деньги, вырученные с продажи. Оба брата являются концентратом пошлого и грязного юмора.
- Терри Фанни - мать Лолы, Писп и Моко. Работает в супермаркете. Ради удовольствия ходит в казино и на лошадиные скачки. Никогда не была замужем. Вскоре подтверждается её асексуальность, а  дети рождены вследствие оплодотворения донорским семенем. Несмотря на всё это, очень хорошая мать.
- Эдуардо Сан - отец Вирджинии, бизнесмен, производящий туалетную бумагу. Игнорирует тот факт, что его жена издевается над его дочерью.
- Рей Сан - первая жена Эдуардо и мать Вирджинии. До замужества жила в бедной, неблагополучной семье. Вежливая и спокойная. Умерла при родах. Пародия на Рей Аянами, даже внешностью похожа. Именно из-за её смерти, Вирджиния стала такой вредной.
- Элла Сан - вторая жена Эдуардо и мачеха Вирджинии. Работает моделью. Ненавидит свою падчерицу и пытается всеми способами испортить ей жизнь. В детстве соперничала с Рей, как сейчас соперничают Лола и Вирджиния, причём она в роли Вирджинии, а Рей в роли Лолы.
- Бельфегор и Расиель Сан - дети Эдуардо от Эллы и единокровные братья Вирджинии. Как и их мать, ненавидят Вирджинию и пытаются убедить её в том, что всё наследство достанется им. Близнецы, как и Пис и Моко. Пародия на одноимённых персонажей аниме и манги Reborn!.
- Гертруд Фанни - первый красавец школы, сын директора и капитан школьной футбольной команды. В него влюблены Лола и Вирджиния.
- Петч Фанни - отец Гертруда, директор школы. Хочет быть "на одной волне" с современной молодёжью, поэтому ведёт себя как подросток, даже играет в одной команде с сыном, в роли вратаря.
- Сюрпрайз Фанни - мать Гертруда, жена Петча и учительница в классе, в котором учатся Лола и Вирджиния. Весёлая и гиперактивная учительница, обожающая сладости и вечеринки. Неудивительно, что все дети её так любят.
- Яна - золотая рыбка Лолы, может читать мысли и произносить их вслух.
- Лара - домашний осьминог Вирджинии и её единственный друг.
- Несси Марлен - подруга Лолы, странная, молчаливая девочка. Несмотря на маленький рост хорошо дерётся. Всегда защищает окружающих от экспериментов своего ненормального отца.
- Сен Марлен - отец Несси, учёный. Специализируется на биологии и генной инженерии. Мечтает о Нобелевской премии, ради неё ходит по городу и отлавливает случайных прохожих, чтобы сделать им вивисекцию.
- Кловер Марлен - жена Сена и мать Несси, балерина. Самая суеверная и наивная, но при этом и самая везучая в городе. Признана самым красивым персонажем в мультсериале.